# Lanterne Verte
El Lanterne Verte (en español, Linterna Verde) fue un burdel de París. Estaba situado en la esquina de la calle de Chartres y la calle de La Goutte d'Or en el barrio de La Goutte d'Or en el XVIII distrito de París, y era uno de los burdeles más moderados de la ciudad.[cita requerida] Lo inusual de este burdel era que no tenía habitaciones. El escritor y poeta Sylvain Bonmariage lo describe en su libro Gagneuses como sigue:
"El Lanterne Verte era un burdel; declarado como tal, y en su gran sala, amueblada como un café, las chicas desnudas servían el menú de la casa. Un vaso de vino blanco costaba un franco y si se quería follar con las chicas o recibir una paja, se le pagaban cuarenta sueldos a la camarera. Todo sucedía en un banco o una de las sillas del establecimiento: no había ninguna habitación. Los clientes que entraban eran sorprendidos habitualmente por dos o tres parejas que estaban en plena faena. El Lanterne Verte era un negocio próspero; cada camarera servía una media de treinta clientes entre las doce y las cinco de la madrugada, lo cual le daba sus sesenta francos".
En contraste con otros burdeles de París, como Le Fourcy, las prostitutas recibían un porcentaje más elevado.[cita requerida]
"[...] Una cuarta parte de ello era para la señorita. Los sueldos diarios de un trabajador eran entonces como máximo de diez francos!"
Pero no todo era bueno en la linterna verde:
"Las sillas estaban en mal estado, [...]"
El Lanterne Verte cerró en 1921.